# Паберовіце
Паберовіце (пол. Pabierowice) — село в Польщі, у гміні Груєць Груєцького повіту Мазовецького воєводства.
Населення — 227 осіб (2011).
У 1975-1998 роках село належало до Радомського воєводства.

## Демографія
Демографічна структура станом на 31 березня 2011 року:
|          | Загалом | Допрацездатний вік | Працездатний вік | Постпрацездатний вік |
| -------- | ------- | ------------------ | ---------------- | -------------------- |
| Чоловіки | 113     | 7                  | 91               | 15                   |
| Жінки    | 114     | 25                 | 62               | 27                   |
| Разом    | 227     | 32                 | 153              | 42                   |